# Daniel Aguilera
Daniel Andrés Aguilera Godoy (Chile, 30 de junio de 1988) es un exfutbolista chileno. Jugaba de defensa.

## Clubes
| Club     | País  | Año         |
| -------- | ----- | ----------- |
| Cobresal | Chile | 2009 - 2012 |